# Podyszcze
Podyszcze (biał. Падышча, Padyszcza; ros. Подыще, Podyszcze) – wieś na Białorusi, w obwodzie brzeskim, w rejonie janowskim, w sielsowiecie Odryżyn, w pobliżu granicy z Ukrainą.

## Historia
W dwudziestoleciu międzywojennym leżało w Polsce, w województwie poleskim, w powiecie drohickim, w gminie Odryżyn. W 1921 miejscowość liczyła 188 mieszkańców, zamieszkałych w 37 budynkach. Wszyscy oni zadeklarowali narodowość tutejszą. 187 mieszkańców było wyznania prawosławnego i 1 ewangelickiego.
Po II wojnie światowej w granicach Związku Sowieckiego. Od 1991 w niepodległej Białorusi.